# Gustaf Hjärne

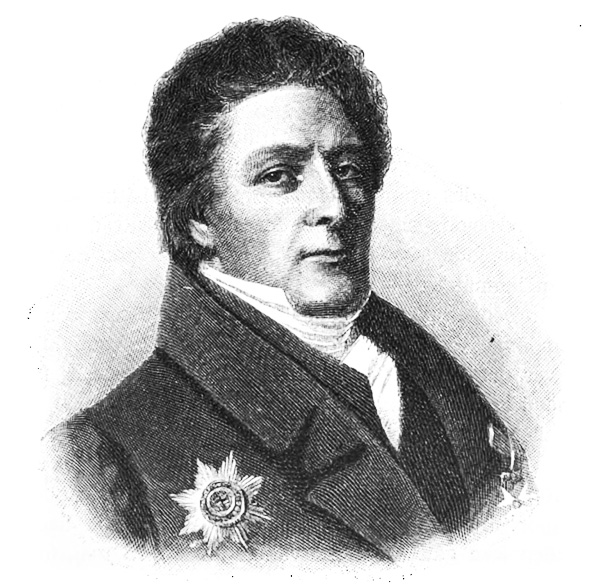
Gustaf Hjärne

Gustaf Hjärne, född 17 september 1768 i Stockholm, död 26 september 1845 i Helsingfors, friherre, militär och ämbetsman.
Hjärne deltog i Gustav III:s ryska krig och var vid utbrottet av finska kriget major och tygmästare på Sveaborg. Hans hustru Gustafva påstås ha gjort sitt till för att genom sin man påverka och undergräva försvararnas moral. 
Hjärne fick 1811 avsked ur svensk tjänst, och blev följande år direktör för det finska tullverket och var från 1816 till 1828 landshövding i Nylands och Tavastehus län. År 1831 utnämndes han till senator och chef för ecklesiastikdepartementet och var mellan 1833 och 1841 vice ordförande i senatens ekonomiedepartement. 
År 1841 upphöjdes han i friherrligt stånd.